# 鞑靼饮食
鞑靼饮食是指俄罗斯鞑靼斯坦共和国及周边地区的伏尔加鞑靼人的飲食習慣。鞑靼當地的特色食品有馅饼合子、三角馅饼。 當地人還喜歡吃恰克恰克、手抓飯以及馬肉。

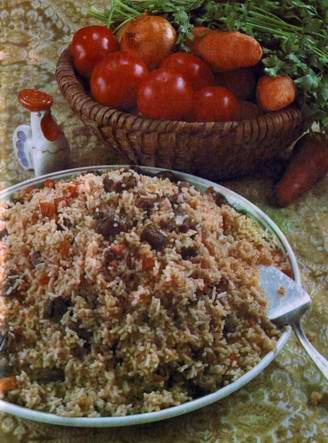
抓饭

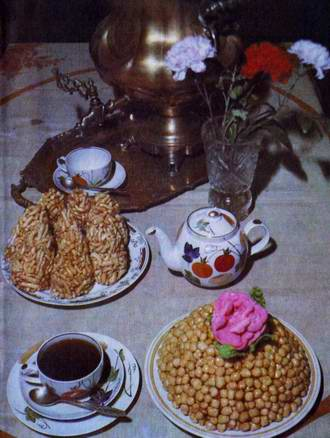
恰克恰克

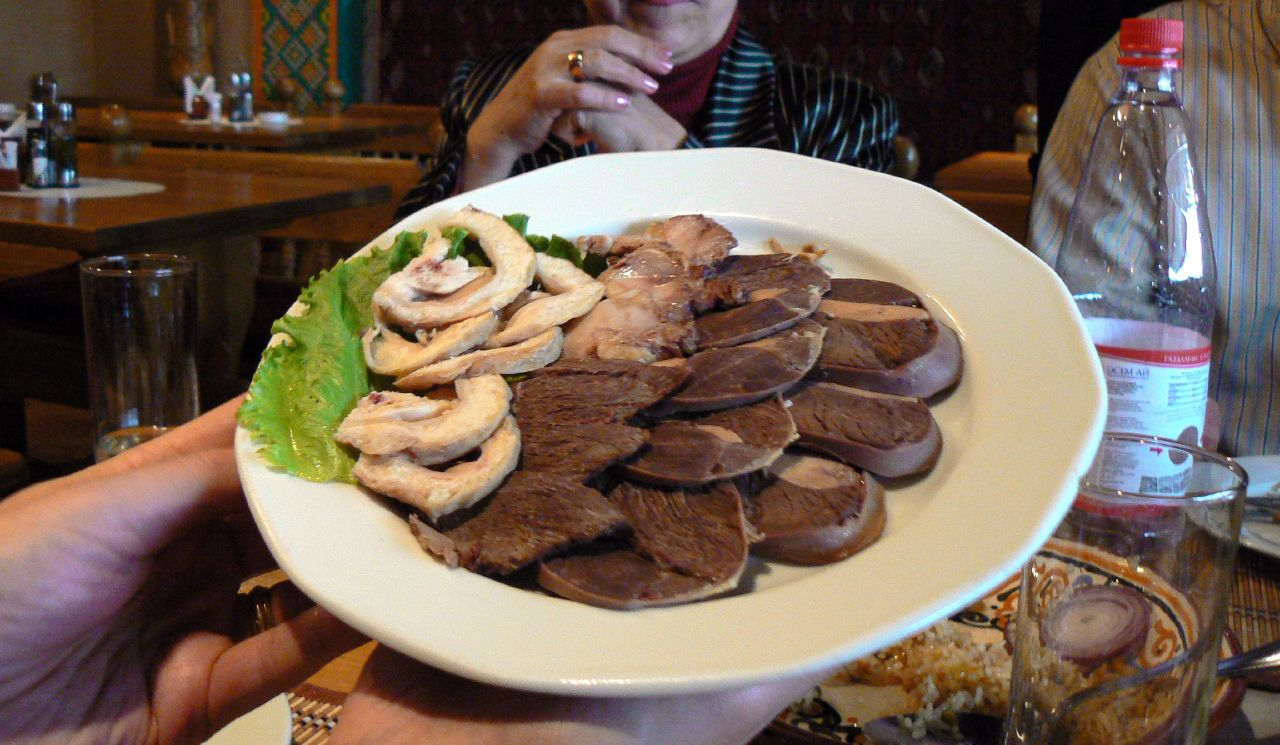
马肉拼盘